# Дете у српској патријархалној породици
Породица је универзална људска заједница коју чине одрасли репродуктивно способни партнери и њихово потомство, али и даљи сродници који живе заједно са њима. Породица, поред репродуктивне, привредне и социјалне, има и значајну психолошку, васпитну и социјализацијску улогу. Она је важна примарна група и један од најзначајнијих агенса социјализације. По структури, функцијама и вредносној оријентацији постоји више типова и облика породица: моногамна, полигамна; матријархална, патријархална; потпуна, непотпуна; нуклеарна, проширена; ауторитарна, демократска итд.
Патријархат је социјална организација живота људи заснована на стриктном поштовању традиције у којој највишу власт и највеће поштовање има отац, а у модерно време мушкарац уопштено, док жена има подређену улогу. Патријархат се одликује строгом хијерархијом, која се заснива на два принципа: жене су подређене мушкарцима, а млађи мушкарци су подређени старијим.
Функција породице јесте подизање и социјализација потомства. Родитељи су најважнији агенси социјализације у дечјем животу. Деца се идентификују са родитељима. Родитељи у подизању деце користе методе кажњавања и награђивања. Истраживања слике о детету у нашој традиционалној српској култури, указују на модел схватања детета и детињства који пружа основу да се деца третирају заштитнички, да се контролишу и маргинализују. Заштитни став се огледа у слици детета које је мало, беспомоћно, нејако, зависно биће, у потпуности упућено на одрасле. Дете је истовремено схваћено и као демонско биће (нечисто, не-људско и опасно) и као анђеоско биће (чисто и невино), међутим оно што је заједничко овим противречним сликама је беспомоћност детета и његова упућеност на одрасле. Контрола се огледа у систему васпитања који се негује у нашој традиционалној култури: основни циљ је послушност и покорност детета, која се постиже казнама и батинама као основним васпитним средствима. Будући да је дете схваћено као неразумно, несоцијално и нечисто биће, казне и батина ће помоћи да се социјализује и „уразуми“. Маргинализација се огледа у положају који деца заузимају у друштву: у нашој традиционалној култури деца се налазе на најнижој лествици хијерархије (посебно женска деца), а тек се са узрастом пењу на лествици друштвене моћи и одговорности. Друга истраживања која се баве положајем детета у савременој породици и друштву, као и сликом о детету у медијима, откривају сличан образац у начину на који је дете представљено у друштву, посебно када је реч о заштити деце, док су контрола и маргинализација попримиле „софистицираније“ облике, али су и даље битна обележја односа према деци.

## Положај и функције у српској патријархалној породици
Отац је симбол патријархалне културе и морала. Он је углавном описан као емотивно хладан, дистанциран, има већу улогу од мајке у васпитавању одрасле мушке деце. Такође, он има и улогу у кажњавању деце.
Мајка има већи утицај на васпитавање млађе деце и на њихов развој. Постоји идентификација ћерки и мајки, код мајки је изражена љубав и нежност. Оне су веома заштитнички настројене.
Баке и деке после родитеља имају највећу улогу у васпитању и бризи детета. Они су према детету благи, нежни и попустљиви. Однос им се заснива на шали и игрању. Старија браћа и сестре брину о млађој, поготово старије сестре које се на тај начин припремају за своју будућу децу. Они око пете, шесте године почињу да воде бригу о деци. Тетке, стричеви и остали старају се како о својој тако и о деци својих најближих.
Деца имају инфериоран положај у породици. Деца у српској патријархалној породици морају бити веома послушна, без поговора. Постоје строга правила која важе за децу, а то су да морају држати оборену главу, гледати у земљу када причају са старијима итд... Деца су обично оскудно и неугледно обучена. Међутим, деца такође имају и неке предности, а то су развијање самосталности, већа слобода, независност...
Положај деце у породици се мења током времена. Када су деца веома мала, било да су мушка или женска, њихов статус је једнако низак. Међутим, како су старији, статус мушке деце се поправља. Када девојчице постану девојке имају мање слободе и више обавеза од момака. Касније, ожењени мушкарци су сви равноправни у задрузи, док је код жена то мало другачије. Највиши статус у породици има свекрва, а најнижи нероткиња. Невеста током прве године брака има такође низак статус у породици, док не роди мушко дете.

## Однос родитеља и деце

### Однос оца и детета
Отац је симбол патријархалне културе, заступник морала и главни чувар постојећег система вредности. Отац као достојанствени представник традицијске културе има према деци увек дистанцу, он се с њима ретко шали, избегава исказивање нежности, те одаје утисак да је према деци емотивно хладан.
У Шумадији, рецимо, он „ретко кад (или никад) љуби своју децу. С пута им ништа не доноси, те она не знају ни за какву милост његову“, каже Павловић.  Због ове очеве наглашене уздржаности и крутости у опхођењу с децом, у народу се каже: „Отац као колац“. Овде ваља рећи да је очев изразито озбиљан, резервисан однос према деци пре ритуално, друштвеном улогом прописано понашање, него што је спонтано и „природно“.
Према својој прописаној улози, отац у нашој традицијској култури нипошто не узима у руке мало дете, нити га облачи, љуља, храни, ретко га носи, а још ређе милује и љуби. Он не поступа тако зато што не воли своје дете, већ зато што по прописима важећим у овој култури мала деца и брига о њима спадају у тзв. женске послове, па су самим тим и нешто што је „нечисто“.

Оцу, посебно оном младом, који још није стекао ауторитет у својој породици, зазорно је да покаже било какву бригу или нежност према својој деци. Овакво понашање оца нарочито је изражено у крајевима са јуначком традицијом где се брижљиво негује херојски стил живота. У Црној Гори, на пример, сва брига око деце је искључиво женски посао, те је свако брижно осећање или родитељско понашање за оца табуисано. „Све што је у вези с малом децом за Црногорца је ’срамотно’ и ’нечисто’, чак, ’погано’. Ко је прави човек он пази да се ни оделом не додирне колевке“, пише Геземан. Чак и ако дете плаче, а мајка није ту, отац га неће узети у руке јер га „херојска срамежљивост држи у стези“. Ово „равнодушно“ понашање очева према деци среће се у готово свим „западним крајевима нашег народа“, примећује Сретен Вукосављевић.
“Према својој прописаној улози, отац у нашој традицијској култури нипошто не узима у руке мало дете, нити га облачи, љуља, храни, ретко га носи, а још ређе милује и љуби. Он не поступа тако зато што не воли своје дете, већ зато што по прописима важећим у овој култури мала деца и брига о њима спадају у тзв. женске послове, па су самим тим и нешто што је „нечисто“.
Када говоримо о табуисаном односу оца према деци, треба имати у виду да је дете за оца „недодирљиво“, „нечисто“ само док је мало. Када дете пређе извесну узрасну границу, тада је оцу допуштено да се њиме бави. У Скопској котлини отац не узима, због „срамоте“, дете у руке све док оно не почне да пузи. У Лици и у Дубровнику отац се бави искључиво „одраслом“ децом, кажу извештачи из ових крајева. У Црној Гори, тек када дете почне да говори и да хода, отац почине да се за њега интересује, да га узима у руке и да му се обраћа. Из ових података произлази закључак да отац избегава контакт с дететом све док је оно пре-људскобиће, док још није стекло основне атрибуте човека (усправан ход и говор), тј. све док је оно у власти демона.
Тек кад дете толико одрасте да се на њега може деловати разумним средствима, путем говора, и када постане подложно моралном васпитању, тек тада на сцену ступа отац као представник патријархалног морала и започиње васпитање детета, односно обликовање његовог карактера. Да би у дете усадио моралне норме и чврст систем вредности и правила понашања, отац мора, сматра се у патријархалној култури, да према детету у свом опхођењу буде превасходно озбиљан, достојанствен и строг. Нежан, „мекан“ отац, верује се, „покварио би дете“, јер би оно постало размажено. Народ ово мишљење исказује пословицом „У мека оца неваљала деца“.
Важна улога оца у васпитању јесте кажњавање деце. Док мајка, бабе и деде могу бити попустљиви према деци, у нашој патријархалној култури отац мора бити строг и каткад немилосрдан. Овако прописано понашање заснива се на веровању да отац може имати морални ауторитет и с успехом контролисати дечје понашање само у случају ако га се она боје. Пошто се деца прибојавају строгог оца, када дете не слуша, мајка се користи оцем као неком врстом „страшила“ да заплаши и натера дете на послушност. Зато се често чује да мајка непослушном детету каже: „Казаћу ја оцу!“ или „Ето ти иде отац!“ Мајка може чак и да изрекне детету казну, али, по правилу, извршилац је отац. Наиме, мајка ретко, чак и кад она то заслуже, бије децу, већ им само запрети: „Чекај само док ти дође отац, добићеш ти своје!“ Отац се бави децом старијег узраста и то, пре свега, оном мушког пола. Син у нашој традицијској култури „природно“ припада оцу који је његов главни васпитач и узор.

### Oднос мајке и детета
Maјка за разлику од оца има улогу која је пуна брижности и нежности. Она се бави малом децом оба пола и старијим ћеркама. Отац се бави сином када он добије атрибуте човека (када прохода, проприча...). Улоге мајке и оца су супротне и комплементарне. Мајка такође често тепа детету. Постоји "заверенички" однос између мајке и деце, јер деца трче мајци када отац мора да их казни. На оцу је да казни децу, а пошто мајка има ту брижну улогу, она их често брани од оца. Деца много више воле мајку, а оца поштују и боје га се. Однос мајке и ћерке је посебан и ћерке се идентификују са мајкама. За мајку се често каже да зна бити попустљива, што квари децу.

## Разлика између мушке и женске деце
Мушка деца су пожељнија и драгоценија. Рођење мушког детета се сматра највећом срећом, прославља се. Мушко дете се сматра наследником. Мушка деца имају већа права од женске деце, она могу слободније да уче, да учествују у друштвеном и породичном животу. Што се тиче кажњавања, децу туку до неких 15-16 година. Мада ударити мушко дете од 12 година које је кренуло да носи оружје, била би увреда.
Женска деца се сматрају злом срећом, њихово рођење праћено је тугом и муком. Оне имају мање права, мање слободе и више обавеза од мушке деце. Када се женско дете роди, обично следи сажаљење од стране породице. Смртност женске деце је веће него код мушке. Женску децу туку до 18-20 године, односно док се не уда. После се батине препуштају мужу и његовој породици.

## Облици социјализације
Социјализација деце у породици обухвата како експлицитне намерне методе и технике васпитања тако и ненамерне имплицитне видове социјалног утицаја на личност детета.
Кажњавање и награђивање. Да би се постигло жељено понашање детета и да би оно усвојило извесне важеће моралне норме веома често се користе награда и кажњавање. Кажњавање је толико честа васпитна техника у нашем народу да се код нас под васпитањем обично подразумева кажњавање. У српској патријархалној култури општеприхваћено мишљење је да без кажњавања од детета никада неће бити добар човек и ово типична мишљење народне пословице фиксирају и сажимају.
Родитељи су уверени да једино претњама, грдњама и физичким казнама могу натерати дете да буде "добро", што значи послушно и марљиво. Мајка дете застрашује реалним особама (отац, поп, итд) опасним зверима (вук, медвед), али и измишљеним бићима (бабарога вампир вештица и тако даље).
Када се детету забрањује да нешто учини често се као неодређена претња наручити гласом каже само "не ваља се", дете је овом претњом у великој мери застрашено, јер зна да ће ако прекрши известан пропис дестити нешто неодређено али страшно. С обзиром да не постоји ни логичка нити искуствена веза између конкретног преступа и најављене казне управо зато израчуна претње изгледа теза страшнија и неумољивија.
У нашој традицијској и сеоској култури једно од доминирајућих васпитних средстава јесте и грдња. Родитељи држе да несташно и немирно дете најбоље и најбезболније могу научити реду и послушности ако га грде називају погрдним именима псују и слично. Старија разумнија деца често се кажњавају укором. Уколико прекоравање и грдња не помажу онда се примењују оштрија васпитна средства.
У Србији народна теорија и пракса васпитања незамислива су без телесног кажњавања. О томе колико је у нашој патријархалној култури цењена и популарна батина нам говоре многобројне народне пословице и изреке. Мада уопштено гледано, родитељи доста туку децу. Постоји значајна разлика између појединих крајева у погледу интензитета и учесталости телесног кажњавање деце. Такође и у оквиру истог краја кажњавање зависи од пола и узраст детета што се тиче узраста чешће се кажњавају батинама старија деца која могу да схвате заповест али неће да послушају. Децу иначе туку до пубертета односно дечаке бију док се незамомче. У Црној Гори ударити дечака од 12 до 13 година ако је већ почео носити оружје била би највећа уреда. Девојку туку родитељи док се не уда до 18-20 година.

#### Батина с обзиром на пол детета
Батине су такође неравномерно заступљене у патријархалној култури. Родитељи далеко чешће био мушку него женску децу то је и разумљиво, јер се женско дете од почетка свог социјалног и психичког развоја осећа инфериорним слабијим и немоћним осуђеним док се мушко дете прати од почетка и осећа се привилегованијим,  супериорнијим бићем. Њему се много више допушта па се оно као самосвесније борбеније и активније више и опире стегама и заповестима у нашем народу. Постоји прилично богат и разноврсан репертоар физичких казни. Најчешће се детету које не слуша опали шамар или га родитељ истуче руком по задњици, а за мањи прекршаји само се повуче за уво. У Србији није ретко да се непослушно дете кажњава истеривањем ноћу из куће. За крупније грехове дете се кажњава шибањем или бацањем.
У Херцеговини, Србији и Црној Гори, лииберално васпитање се сматра господским и сељаци га посматрају као слабо.

### Учење по моделу
Поред учења путем поткрепљења, награђивање пожељног и кажњавања непожељног понашања, у традицијској култури веома је распрострањен облик социјалног учења. Учење по моделу је заслужно за  велики део репертоара понашања који деца усвајају у току социјализације и за које није потребно експлицитно подучавање, пошто сам живот, кућно и домаће уређење васпитавају децу. Ово спонтано природно социјализовање деце заправо је учење посматрањем и имитирање онога што раде одрасли.  Дете стекне многа знања и релативно једноставне вештине у традицијиској култури тако што гледа како то раде његови родитељи, старија браћа и сестре и онда оно само покушава то да изведе. Тако дете овлада  усправним ходом, усваја говор и учи се правилима социјалног понашања итд. Свако усвајање извесних моралних норми система вредности и сложених знања у међуљудским односима одиграва се управо учењем по моделу. У једноставним хомогеним друштвима где се готово сви значајни догађаји збивају пред очима радозналог детета које одраста, пример старијих је незаменљиво и моћно средство социјализације. Учењем по моделу усвајају се читави обрасци социјалног понашања као што су агресивно или алтруистичко понашање, а и значајне социјалне улоге (мајке, мужа). Осим тога што је ово учење холистичко, оно се одликује и тиме што је знатно брже од релативног споро инструменталног условљавања, пише Бандура.
Учењем по моделу дете стиче и многе негативне обрасце, навике и ставове које родитељи несвесно раде и не желе да дете научи и које они експлицитна забрањују, али с обзиром да се сами на тај начин понашају дете нехотице имитирањем научи оно што види. На пример, деца у нашој култури, упркос забранама, врло брзо науче да псују и да се међусобно физички обрачунавају. Распрострањеност и важност учења угледањем на родитеље потврђују и многе народне пословице.

### Подучавање
Осим спонтаних облика учења какви су учење угледањем и идентификацијом, извесна социјална понашања, посебно вештине и знања који су важни за социјализацију преносе се са старијег на млађе путем директног намерног и релативно систематског подучавања. Ово учење одвија се било увођењем у посао, било показивањем деци од стране старијих извесних моторичких вештина или давањем вербалних упутстава. Како да се изврши одређена радња деца се веома рано укључују у производни процес.
Најранији узраст када дете почиње да се укључује у радну активност јесте четврта година живота. Први дечији посао је брига око млађег брата или сестре односно љуљање или забављање бебе у Шкотској Црној Гори називају се "дадијама" за овај посао она добијају од мајке као награду нешто у новцу или стварима: марамицу, папуче и фес. Друга веома рана обавеза деце од пет шест година јесте чување живине и ситне стоке. Затим деца обављају извесне једноставне кућне послове као што су доношење воде и дрва, чишћење стаје итд. Одраслија деца од 7 до 10 година већ увелико помажу у праљењу поврћа, сејању и чупању пасуља, орању, при храњењу стоке итд. Негде између 13 и 15 године када почињу да раде у пољу деца ступају уред одраслих.
Социјализација деце у смислу стицање радних вештина у патријархалној култури где постоји изразита и строга подела на мушке и женске послове само је делимично исто за децу оба пола. После 6-7 година мушку децу родитељи уче све сложенијим и тежим пословима такозваним "мушким пословима"  док кћери обучавају "женским пословима". Тек на крају процеса социјализације, младићи и девојке уче да обављају послове који су заједнички за оба пола. Женска деца после обучавају у чувању одојчади. Негде око осме године почињу да уче како да плету, крпе и помажу мајци паљењу ватре, кувају, перу итд. Веома је важно да се деца сразмерна рана и поступно уводе у привредни живот породице. Она неосетно готово кроз игру усвајају неопходна знања и вештине, а тим стичу већи углед и виши положај у породици преузимањем самосталних страних задатака. Деца се рано сусрећу са тешкоћама и непредвиђеним ситуацијама, а то развија код њих иницијативу, самосталност, довитљивост, интелигенцију. Колективно обављање извесних сеоских послова развија код деце дух солидарности узајамног помагања и спремност на сарадњу. Коначно, дете од малена стиче позитиван став према раду и учи да цени рад, а без поштовања и љубави, патријархална сеоска заједница не може опстати. Позитиван став према раду дете изграђује помоћу пословица које су му родитељи спомињали, често у виду нормативних пословица изрека где се сугерише да се рад мора ценити.
Вршњаци. Деца приближно истог узраста сличних ставова интересовања и способности, интензивним међусобним дружењем образују групу вршњака у раном детињству. Због својих неразвијених сазнајних способности као и због емоционалне и социјално недовољне зрелости дете није у стању да се укључи у заједничке активности са групом вршњака. Тако да од 5-6 године када у традицији и култури почиње образовање за рад, дете се постепено укључује у групу вршњака и постепено прихвата правила игре која важе у групи. Ове групе вршњака имају велику улогу у социјализацији деце у позном детињству. Кроз дружење и обављање заједничких активности дете се прилагођава друштвеним нормама вршњака, прихвата извесне вредности и ставове своје групе, развија социјалност и истовремено стиче представу о себи и свој лични идентитет у складу са афирмацијама у властитој групи. У савременом друштву групе вршњака су упадљивије, јер су антагонистички настројене у односу на ауторитет родитеља и уопште у односу на друштво старијих, док овог изразитог антагонизма нема у традицијској култури.
У нашој традицијској сеоској заједници заједничка активност вршњака одвијала се кроз рад и игру.

### Дечје игре
Традицијске игре део су народне културе и у њима је кристализовано вековно искуство многих генерација, а посебно оно педагошко искуство које се показало погодно за подстицање социјалног развоја деце и култивисање њихових разноврсних способности. Игре обогаћују живот деце и буде њихове животне радости, а истовремено подстичу и задовољавају потребе за чулним, моторичким и духовним задовољствима. Традицијске дечије игре су битан део дечијег фолклора у којем су деца активни учесници и градитељи народне културе. Дечије игре имају извесну аутономију у односу на владајућу званичну културу одраслих. Она код учесника подстичу слободно и често врло необично неконвенционална понашања. У играма деца граде један свој условни свет у којем су она господари и за који по својој вољи стварају правила понашања. Тај свет игре одвојен је од збиљског, свакодневног света. Тај свет игре  у нашој сеоској култури најчешће се збива на неком пољанчету, на простору омеђеном каменом или линијом уцртаном у земљи. Игра је у временском погледу одвојена од свакодневног временског тока. Игра, дакле, слободна добровољна и аутотелична делатност која се изводи у одређеном просторном и временском оквиру. Према правилима обавезним за све учеснике, прати је снажан осећај напетости, радости и задовољства, као и свест да је она нешто друго од обичног живота. Дечје традицијске игре су неодвојиви део народне културе. Свака има свој почетак и свој крај који се вербално сигнализира.
У  њима дете активно користи многе своје способности, испољава емоције и задовољава за одређену културу важне социјалне мотиве.
Постоје разне врсте народних игара и игре се могу разврстати на основу њихове улоге на следећих пет категорија: витешке игре, забавне игре, игре духа, игра за добит, и орске игре. Према семиотичком критеријуму постоје: игре функционалног вежбања и игре с правилима. Према социјалнопсихолошком критеријуму: игре надметања и драмске игре.
Игре имају огроман значај за дете које одраста и постепено улази у свет одраслих. Такмичењем са вршњацима у снази и вештини, дете развија психомоторне и интелектуалне способности као и лични идентитет. Играњем различитих улога дете се персонализује – сазнаје ко је и шта све може. У играма се на специфичан начин одржавају структура и идеологија патријархалне заједнице и њени циљеви социјализације. Витешке игре доминирају међу мушком децом. Забавне игре (игре замишљања) су заступљене међу девојчицама.
Постоји и подела према узрасту: 
- Игре у најранијем узрасту: служе да побуде пажњу и радозналост детета (говорне игре).
- Игре у детињству: драмске игре — имитација.
- Игре девојачко/момачког доба: игре све више деле на мушке и женске. Заједничке игре се одликују сублиминарним, мање или више прикривеним сексуалним набојем.

## Утицај народних умотворина на децу
У народним причама и песмама јунаци се одликују превасходно храброшћу, самопоуздањем и снагом. Ликови из народне књижевности увек су спремни на пустоловине и ризик. Посебна вредност усмене књижевности као средства социјализације и формирања личности јесте у томе што ове приче, бајке, песме и предања нису грубо моралистичке, већ су превасходно уметничке творевине.  Учествују у  емоционалном, социјалном, интелектуалном и моралном развоју личности детета. У традицијској и патријархалној култури народна књижевност има истакнуту улогу. 
Лирске песме и бајке играју прворазредну улогу у развоју емоционалног живота детета. У многим народним песмама и причама величају се гостољубивост и милосрдни однос, саосећање према сваком ко је у невољи, незаштићен или сиромашан. Носи примарно уметничке литералне функције. Наша народна књижевност има и изразиту васпитну функцију. Приче, јуначке песме, пословице из бајке представљају моћно средство моралног васпитања деце. У народним причама и песмама јасно долази до изражаја емпатије за ликове које су слабији, немоћни и о њима се брину натприродне силе и добри људи, убоги и нејаки постају на крају богати и моћни, позлаћени.  Насилници и немилосрдни моћници бивају примерено и често драстично кажњени у целокупној народној књижевности. Убедљиво се од свих особина и истиче ставља изнад свих других - част.
Епске народне песме певају о борбама и устанцима и тако подстичу у народу љубав и националну слободу, одбрану исте и независност. Код деце изграђују националну свест, национални понос, малој деци се такође управо певањем ових славних јуначких песама усађује у душу приврженост отаџбини и развија дух борбености. Народне творевине попут загонетки, пословица, прича и песама подстичу не само социјални и морални развој, већ и развој сазнајних, језичких и духовних способности. Загонетке, на пример, буде радозналост и досетљивост детета и подстичу га. Усвајањем пословица, песама и прича, дете развија и логичко, вербално памћење. Ове језичке творевине уче дете основним логичким операцијама, а затим способностима апстрактног мишљења и закључивања. Наша усмена књижевност почев од најситнијих говорних творевина одликује се необично богатим сочним и лепим језиком. Изрази и изреке које сви користимо готово свакодневно набијени су сликама и оригиналним мешовитим поређењима.
Да народне песме и уопште народна књижевност представљају најпогоднију језичку грађу помоћу које дете усваја не само фонетске, морфолошке и синтаксичке облике свог језика у својој кући, притом и богату лексику, већ је најбитније да овлада духом и стилом поетског казивања. Народна књижевност својим разноврсним формама, пословицама, загонеткама, лирским песмама, причама, бајкама итд даје изванредну основу детету за развој богатог правилног и лепог говора. Слободно се може рећи да је наша усмена књижевност, с обзиром на њено високу естетску и етичку вредност битан чинилац не само говорног развоја детета већ и његовог целокупног психичког, духовног и културног развоја. У социјализацији деце помоћу усмене књижевности води се рачуна о узрасту детета од ступња његовог интелектуалног, социјалног и емоционалног развоја, односно његове могућности рецепције појединих усмених творевина као и у његовим особним интересовањима на најранијем ступњу развоја- узрасту одојчета. Дете углавном слуша успаванке и песмице за децу коју одликују музикалности и ритмичност. Касније када овлада говором дете учи загонетке, пословице и радо слуша приче о животињама. Од 4-5 година па надаље дете са великим уживањем упознаје народне бајке предања легенде и лирске песме. најзад у позном детињству, њему се највише допадају епске песме које имају сложену структуру и захтевају развијене сазнајне способности као из извесно познавање националне историје.
Дакле, шта ће се детету приказивати зависи од његовог узраста:
- Одојче - успаванке и песмице;
- Кад овлада говором – загонетке, пословице, приче о животињама,
- Од четврте или пете године па на даље – народне бајке, предања, легенде и лирске песме
- Позно детињство – епске песме

За представе детета у српској патријархалној култури погледати: два модела детета.